# Лео Фере
Лео Фере (фр. Léo Ferré) био је певач, композитор, пијаниста и диригент оркестра пореклом из Монака, али своју каријеру је градио у Француској и веома је познат у франкофоном свету. Рођен је 24. августа 1916, а умро је 14. јула 1993, у Италији. Током живота је избацио око четрдесет албума.

## Рани живот
Лео Фере је рођен у Монаку. Отац му се звао Џозеф Фере (Joseph Ferré), а мајка Мари Ското  (Marie Scotto). Од малена је волео музику. Када је имао седам година певао је у хору. Био је инспирисан извођачима коао што су: Бетовен, Артуро Тосканини, Морис Равел. Добио је диплому гимназије у Монаку и затим је отишао у Париз да студира политичке науке. 

## Каријера
1946. године, своју каријеру започиње у Паризу, у јеном кабареу, свирајући клавир. Тада настају његове прве песме: Мonsieur William, Le Temps du tango и Comme à Ostende. На крају је створио малу репутацију, успевши без проблема да пласира неколико наслова тадашњим извођачима: : Yvette Giraud, Renée Lebas, Édith Piaf, Henri Salvador, Marc & André.
3. марта 1947, Лео Фере је потписао свој први уговор са музичким издавачем:  Le Chant du Monde. Међутим, тада још увек није био сигуран дали жели да пева или само да пише, па је повремено певао како би зарадио додатни новац. 
16. децембра 1950. се развео и након тога упознао жену , која се звала Madeleine Rabereau, и која је имала велики утицај на његову каријеру. 
Од 26. јуна, исте године, био је у студију и, пратећи се на клавиру, снимио је четрнаест песама.
Такође 1950. године одлази у Енглеску и игра улогу пијанисте у филму Cage of Gold (La Cage d'or) , Басила Деардена (Basil Dearden). Ово је његов једини наступ у биоскопу.
У јануару 1951. Фере је снимио за радио лирску причу коју је рецитовао Жан Габен (Jean Gabin). На овом снимању учествују браћа Жак, Лео Ноел, а и други певачи и глумци. Ово је била прилика да Лео Фере први пут диригује симфонијским оркестром и хоровима.
Од краја 1947. Лео Фере продуцирао је  неколико циклуса програма посвећених класичној музици.
1953. Лео Ферре придружио се издавачкој кући Одеон. Le Chant du Monde га подсећа да није испунио број песама које су предвиђене у његовом уговору. Такође се у њихово име у студио вратио Лео Фере, који је одлучио да поново снима на клавиру, али у бољим техничким условима. које ће се појавити 1954.Из ових сесија су настале Песме Леа Фереа (Chansons de Léo Ferré), које ће се појавити 1954.
У априлу 1953. године, Лео Фере започео је прве студијске сесије за фирму Одеон (Odéon). Након што су га одбили Ив Монтанд (Yves Montand), браћа Жак (Les frères Jacques) и Мулуђи (Mouloudji), песма  Paris canaille, коју је певала Катарина Собаж (Catherine Sauvage) била је успешна. За Фереа је то крај несигурности, извођачи који су га игнорисали сада долазе код њега. Користи ово да се посвети компоновању ораторијума за  La Chanson du mal-aimé, велику песму Гијома Аполинера (Guillaume Apollinaire). Након овога и једне симфоније коју је компоновао, Одеон му додељује више ресурса; Тако је у јесен 1954. године први пут имао велики оркестар којим је сам дириговао. 
Година 1954. била је одлучујућа за  Леа Фереа, као аутора, извођача, а пре свега и као композитора. Његова слава ће расти како излазе плоче и нижу се успеси као што су Клавир сиромаха ( Le piano du pauvre), Човек (L'Homme)  или Сиромашни Ритбеф (Pauvre Rutebeuf), написане према текстовима песника Ритбефа. Овај напредак ка препознавању материјализован је преласком из кабареа у музичку дворану, са рециталом у марту. Овога пута Фере више не наступа у великој париској дворани три године. Одеон је објавио  и први наступ уметника, Рецитал Лео Фере, у Олимпији, који је успешно прошао.
Надреалисти Андре Бретон ( André Breton) и Бенжамин Перет ( Benjamin Péret ) поздрављају његове песничке таленте. Бретон и Фере су се тајно дружили, али га је Бретон подржао када је радио на балету La Nuit. То је несрећно искуство и Лео Ферре ће напустити своје музичке амбиције дуги низ година у корист писања, почевши да пише Бенуа Мисер, који ће бити његов једини излет на поље романа. Пошто је био разочаран, Лео Фере је тада сам написао предговор који је,  објављен у часопису Артс истовремено са колекцијом, у јануару 1957.  У овом контроверзном тексту, песник, између осталих, напада аутоматско писање и књижевне кругове. Андре Бретон открива овај текст у новинама, сматра се циљаним и оцрњеним и прекида контакт с Леом Фереом, који ће написати осветољубиво писмо које никада није објављено.
Лео Фере објављује свој пети и последњи албум у Одеону, који се зове  Encore du Léo Ferré. У овом албуму је и песма  Le Temps du tango, која је његов први  лични успех, као извођач.
Период између 1960. и средине седамдесетих година, су година са највише хитова. Изашао је албум назван Панама (Paname), најпознатије песме овог албума су: Paname и Jolie môme. У песмама,  Лео Фере је саркастичан, гризе, подругљив (Les rupins, Les Parisiens), антимилитарист (Miss guéguerre), ироничан и сексиста (Les femmes), нежан (Nous deux, Les chéris, L'amour), романтичан (Vingt ans)...
2003. године, издат је албум који је назван  Забрањене песме и остало (Les Chansons interdites... et autres).
Успех албума  C'est extra 1969. године знатно је проширио  публику Фереа, посебно међу младима. 
Привлачио га је англосаксонски рок, који он види као начин за уклањање прашине са старих навика француског музичког пејзажа. Тако је 1969. године снимио у Њујорку необјављену верзију наслова Le Chien са џез-рок музичарима.
1970. године његова дискографска кућа одбацује песму Avec le temps. Ова трагична песма инспирисана сопственим разочарањем постала тренутна класика, највећи успех Фереа, који се наставља да се пушта у Француској и иностранству. Желећи да се у очима свих докаже као музичар, Фере је одлучио да поново сними La Chanson du mal-aimé у бољим техничким условима. Овог пута режира и пева сам, уместо лирских певача, што га наводи да мало модификује своју оркестрацију.
Седамдесетих година, певачица Пиа Коломбо ( Pia Colombo) „позајмљивала“ је свој глас Леу Фереу. Тако је 1975. године објављен албум Pia Colombo chante Ferré 75, где је извела пет нових песама уметника. Уз овај диск излази једини инструментални албум Фереа, Ferré muet… dirige, објављен је у симфонијској верзији, четири од пет наслова које је певач претходно снимио.
Наредни албуми били су: Je te donne (1976), La Frime (1977) и Il est six heures ici et midi à New York (1979).
1980. године, на захтев издавача Плазма, саставио је нову збирку коју је назвао Testament phonographe. 
Зиму 1984-1985. године посветио је композицији и снимању филма des Loubards.
1991. године, за свој последњи албум, поводом стогодишњице Рембоове смрти, одлучио је да се повуче иза песника, пишући Une saison en enfer.

## Стил
Лео Ферре има суштинску улогу у француској песми. Мешајући љубав и револт, лиризам, ерудицију и провокацију, иронију, највећу једноставност, Фере више приказује стања духа него што прича приче са ликовима. Због овог уметника је песма добила заиста критички језик.